# Floris van Dyck
Floris van Dyck, também chamado de Floris Claesz van Dijck ou somente Floris van Dijck (Delft ou Haarlem, c. 1575 - 26 de Abril 1651), foi um pintor neerlandês, considerado um dos representantes da Idade de Ouro Neerlandesa.

## Biografia
Van Dyck viveu alguns anos em Haarlem, e pouco se sabe acerca da sua formação, mas, provavelmente surgiu em Itália. O único parente é o seu primo, o pintor e desenhista Pieter Cornelisz Van Dyck. Floris van Dyck viveu em Haarlem, onde ficou noivo em 1604 e mais tarde casou, pela primeira vez. Sobre a sua educação nada é conhecido. No entanto é certo que ele fez uma viagem a Roma em 1600 onde ficou lá hospedado. Em 1606 regressou à Holanda, para a cidade de Haarlem. Em 1610 foi membro da Guilda de São Lucas em Haarlem até 1637. Floris van Dyck foi casado pela segunda vez em outubro de 1627 com Cornélia Jansdr. Pouco se sabe desde então. Morreu pouco antes de Abril, em 1651.